# アルベール・ベナール
ポール＝アルベール・ベナール（Paul-Albert Besnard、 1849年6月2日 - 1934年12月4日）はフランスの画家、版画家である。

## 略歴
パリで生まれた。父親は彫刻家、画家であったがベナールが生まれるとほどなく没した。母親もミニアチュールの画家であった。15歳からドミニク・アングルから絵を学び、1866年の17歳でパリのエコール・デ・ボザールに入学し、ジャン＝フランソワ・ブレモンに学び、アレクサンドル・カバネルから強い影響を受けた。当時はロマン主義の画家、ウジェーヌ・ドラクロワの作品が好まれていた。
1874年に若手画家の登竜門であったローマ賞を受賞し、4年間、ローマの在ローマ・フランス・アカデミーに留学した。 
1879年に彫刻家のシャーロット・デュブレー(Charlotte Dubray)と結婚した。ベスナールは自分のスタイルを模索した後、1880年頃からロンドンで3年間、暮らし、ロンドンで活動していたフランスの肖像画家、アルフォンス・ルグロ(1837-1911)と知り合い、イギリスの肖像画の大家たち、トマス・ゲインズバラやジョシュア・レノルズ、トーマス・ローレンスの作品を学び、明るい色彩の主に女性の人物画を描くようになった。
フランスに戻った後は、公共施設の装飾画も描いた。
1913年から1921年の間、在ローマ・フランス・アカデミーの校長を務めた。1922年にパリのエコール・デ・ボザールの校長になった。1912年から美術アカデミーの会員で、1924年にアカデミー・フランセーズの会員に選ばれた。レジオンドヌール勲章はシュヴァリエを1887年、コマンドゥールを1903年、グラントフィシエを1921年、グランクロワを1926年に受勲した。

## 作品

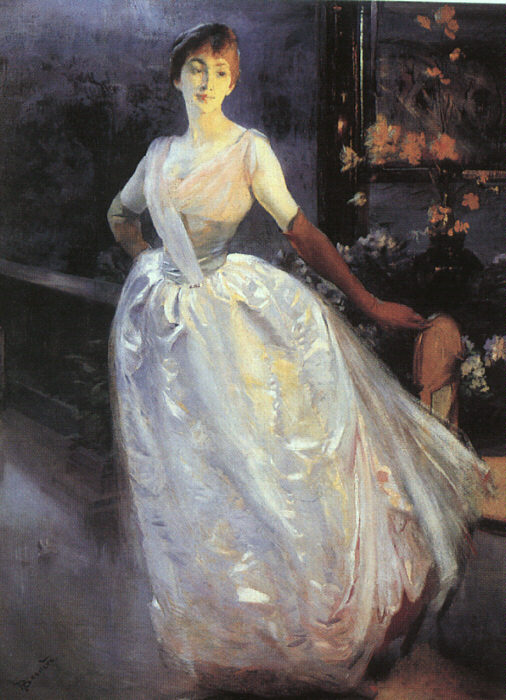
Henriette Jourdain (1886)
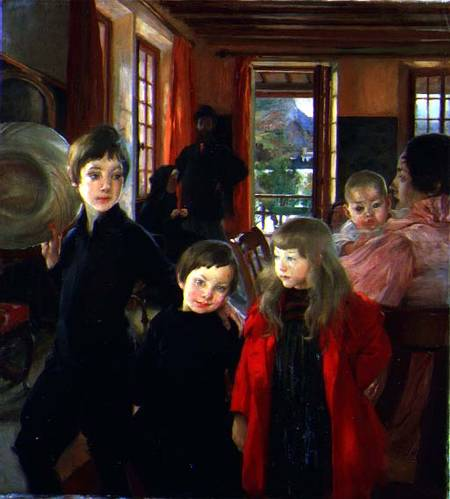
「画家の家族」(1890)
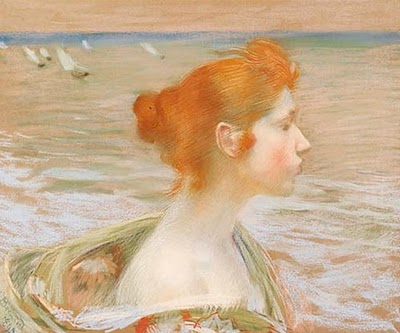
「赤毛の女」(c.1890)
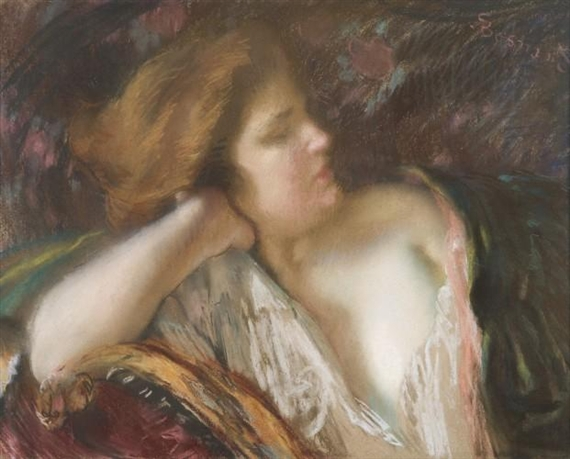
「ソファーで想う女」: (c.1890)
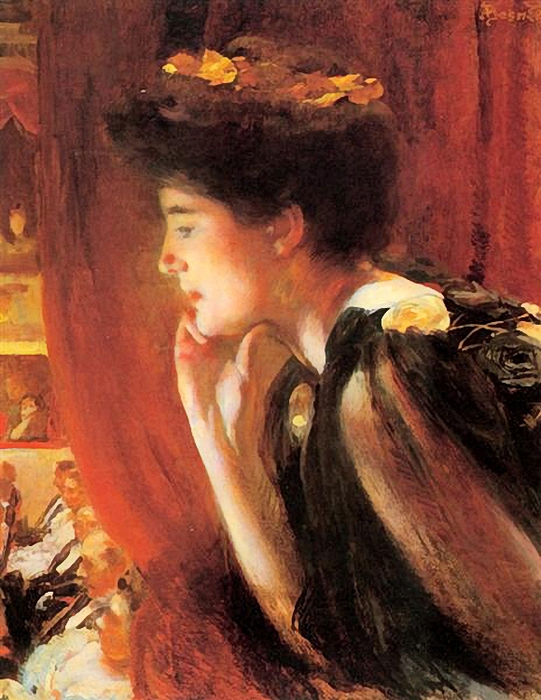
「劇場で」(c.1890)
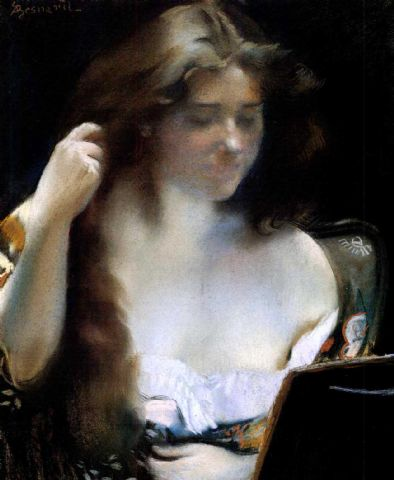
「化粧する女」(c.1900)
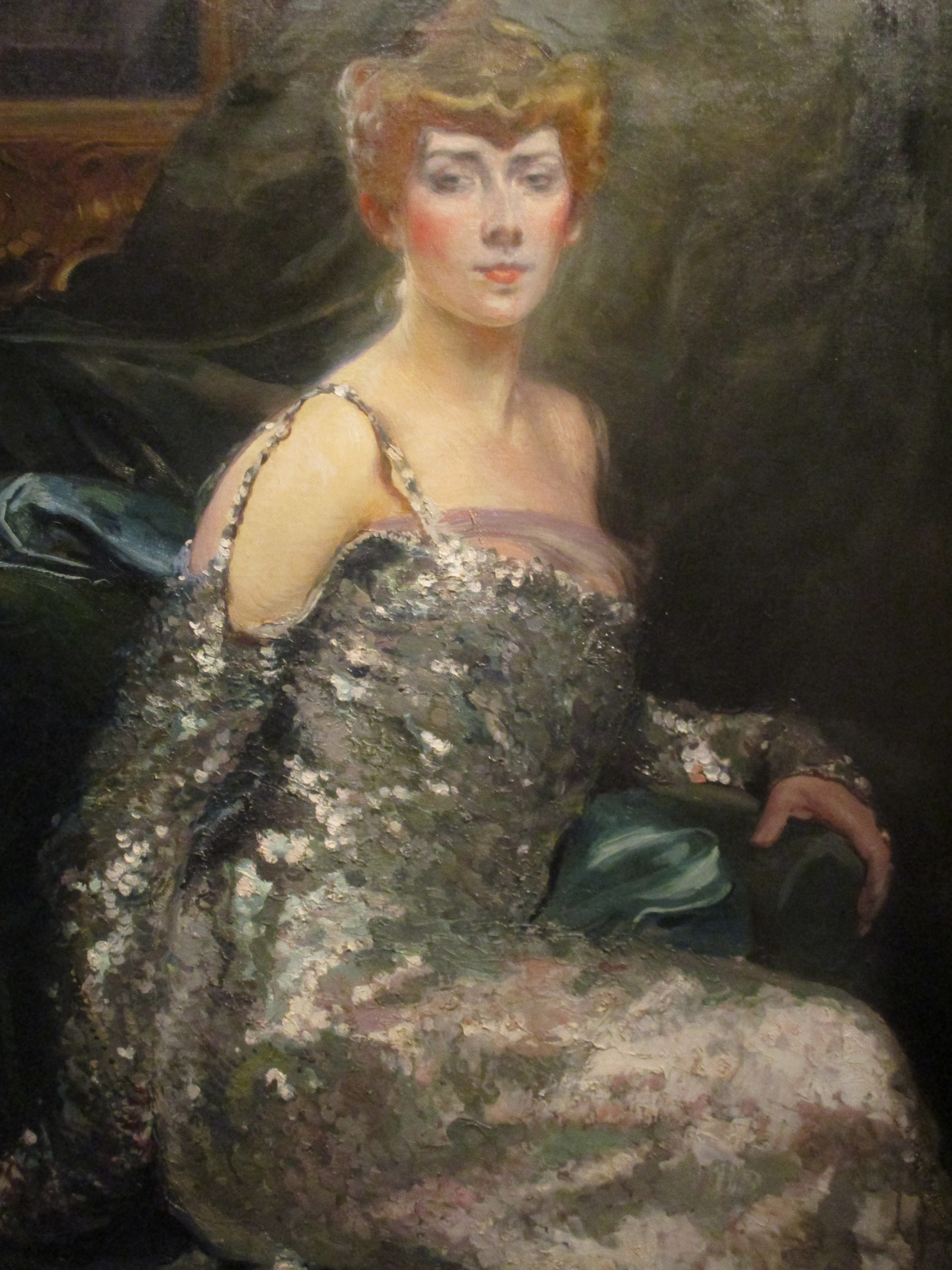
「伯爵夫人」(1900)
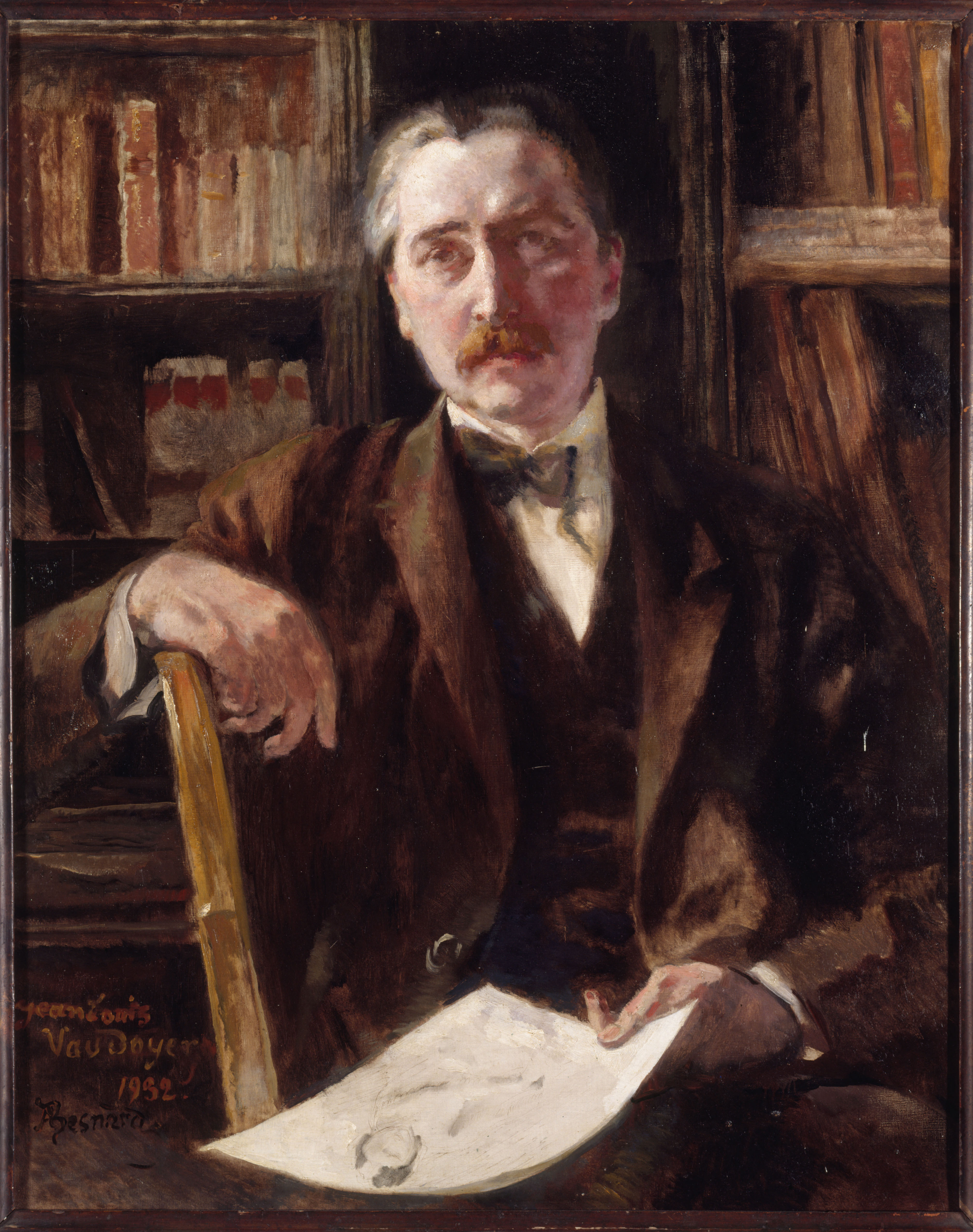
ヴォードワイエ(小説家)(1932)